# Lucerne
Ne doit pas être confondu avec Lucerne-ville.
Pour les articles homonymes, voir Lucerne (homonymie).
Lucerne /lysɛʁn/  (en allemand : Luzern /luˈtsɛʁn/  ; en alémanique : Lozärn /loˈtsæːrn/) est la septième ville de Suisse et le chef-lieu du canton de Lucerne.
Lucerne est le centre social et culturel de la Suisse centrale. Le Carnaval de Lucerne et le Festival de Lucerne sont des événements dont le rayonnement ne se cantonne pas à la région.
Elle possède deux ponts couverts, en bois, dont le Kapellbrücke, devenu indissociable de l'image de la cité.

## Géographie
Au pied des Alpes suisses, la ville se situe dans la région de la Suisse centrale au bord du lac des Quatre-Cantons, de la rivière Reuss dans laquelle il se déverse, et à proximité deux sommets alpins : le Rigi et le Pilate ou Pilatus (2 128 m).
Lucerne a une superficie de 29,06 km2.
Le 1er janvier 2010, la commune voisine de Littau a fusionné avec Lucerne.

### Climat
Selon la classification de Köppen, Lucerne bénéficie d'un climat océanique (Cfb).[réf. nécessaire]
| Mois                                              | jan. | fév. | mars | avril | mai  | juin | jui. | août | sep. | oct. | nov. | déc. | année |
| ------------------------------------------------- | ---- | ---- | ---- | ----- | ---- | ---- | ---- | ---- | ---- | ---- | ---- | ---- | ----- |
| Température minimale moyenne (°C)                 | −1,6 | −1,7 | 1,5  | 4,8   | 9,1  | 12,8 | 14,6 | 14,4 | 10,8 | 6,9  | 2,2  | −0,8 | 6,1   |
| Température moyenne (°C)                          | 1,1  | 1,9  | 6    | 9,9   | 14,1 | 17,6 | 19,5 | 18,9 | 14,8 | 10,3 | 5,1  | 1,9  | 10,1  |
| Température maximale moyenne (°C)                 | 4    | 5,8  | 10,9 | 15,3  | 19,4 | 22,9 | 24,9 | 24,3 | 19,6 | 14,3 | 8,2  | 4,5  | 14,5  |
| Nombre de jours avec gel                          | 21,1 | 19,4 | 9,8  | 1,9   | 0    | 0    | 0    | 0    | 0    | 0,8  | 7,2  | 17,9 | 78,1  |
| Nombre de jours avec température maximale ≤ 0 °C  | 6,5  | 3,8  | 0,4  | 0     | 0    | 0    | 0    | 0    | 0    | 0    | 0,8  | 3,7  | 15,2  |
| Nombre de jours avec température maximale ≥ 25 °C | 0    | 0    | 0    | 0,6   | 4,1  | 11,4 | 16,1 | 14,1 | 3,4  | 0    | 0    | 0    | 49,7  |
| Nombre de jours avec température maximale ≥ 30 °C | 0    | 0    | 0    | 0     | 0,2  | 2,3  | 3,8  | 2,8  | 0    | 0    | 0    | 0    | 9,1   |
| Ensoleillement (h)                                | 51   | 80   | 133  | 162   | 173  | 187  | 209  | 198  | 146  | 99   | 53   | 39   | 1 530 |
| Précipitations (mm)                               | 56   | 61   | 75   | 96    | 149  | 164  | 166  | 170  | 109  | 88   | 78   | 78   | 1 291 |
| dont neige (cm)                                   | 11   | 14   | 4    | 1     | 0    | 0    | 0    | 0    | 0    | 0    | 3    | 13   | 46    |
| Nombre de jours avec précipitations               | 9,7  | 8,7  | 11   | 11,2  | 13,1 | 13,5 | 12,7 | 12,7 | 10,2 | 10   | 9,5  | 10,5 | 132,8 |
| Humidité relative (%)                             | 83   | 78   | 72   | 68    | 71   | 72   | 71   | 75   | 80   | 84   | 85   | 85   | 77    |
| Nombre de jours avec neige                        | 2,8  | 3    | 1,1  | 0,5   | 0    | 0    | 0    | 0    | 0    | 0    | 0,8  | 2,7  | 10,9  |

| Diagramme climatique                                  |           |           |           |            |             |             |             |             |           |          |           |
| J                                                     | F         | M         | A         | M          | J           | J           | A           | S           | O         | N        | D         |
| 4−1,656                                               | 5,8−1,761 | 10,91,575 | 15,34,896 | 19,49,1149 | 22,912,8164 | 24,914,6166 | 24,314,4170 | 19,610,8109 | 14,36,988 | 8,22,278 | 4,5−0,878 |
| Moyennes : • Temp. maxi et mini °C • Précipitation mm |           |           |           |            |             |             |             |             |           |          |           |

### Transports
La ville de Lucerne est un nœud ferroviaire important. Les compagnies de chemin de fer suivantes desservent la ville : les chemins de fer fédéraux suisses (CFF), le Zentralbahn (Lucerne, Interlaken, Engelberg), le Südostbahn et le chemin de fer du Lötschberg (BLS). Le réseau régional, le S-Bahn-Zentralschweiz, couvre l'agglomération des villes de Lucerne et Zoug. La compagnie de navigation du lac des Quatre-Cantons assure la navigation sur le lac des Quatre-Cantons. Enfin, le réseau urbain est assuré par des lignes de bus et trolleybus de la compagnie VBL (Verkehrsbetriebe Luzern).

## Histoire

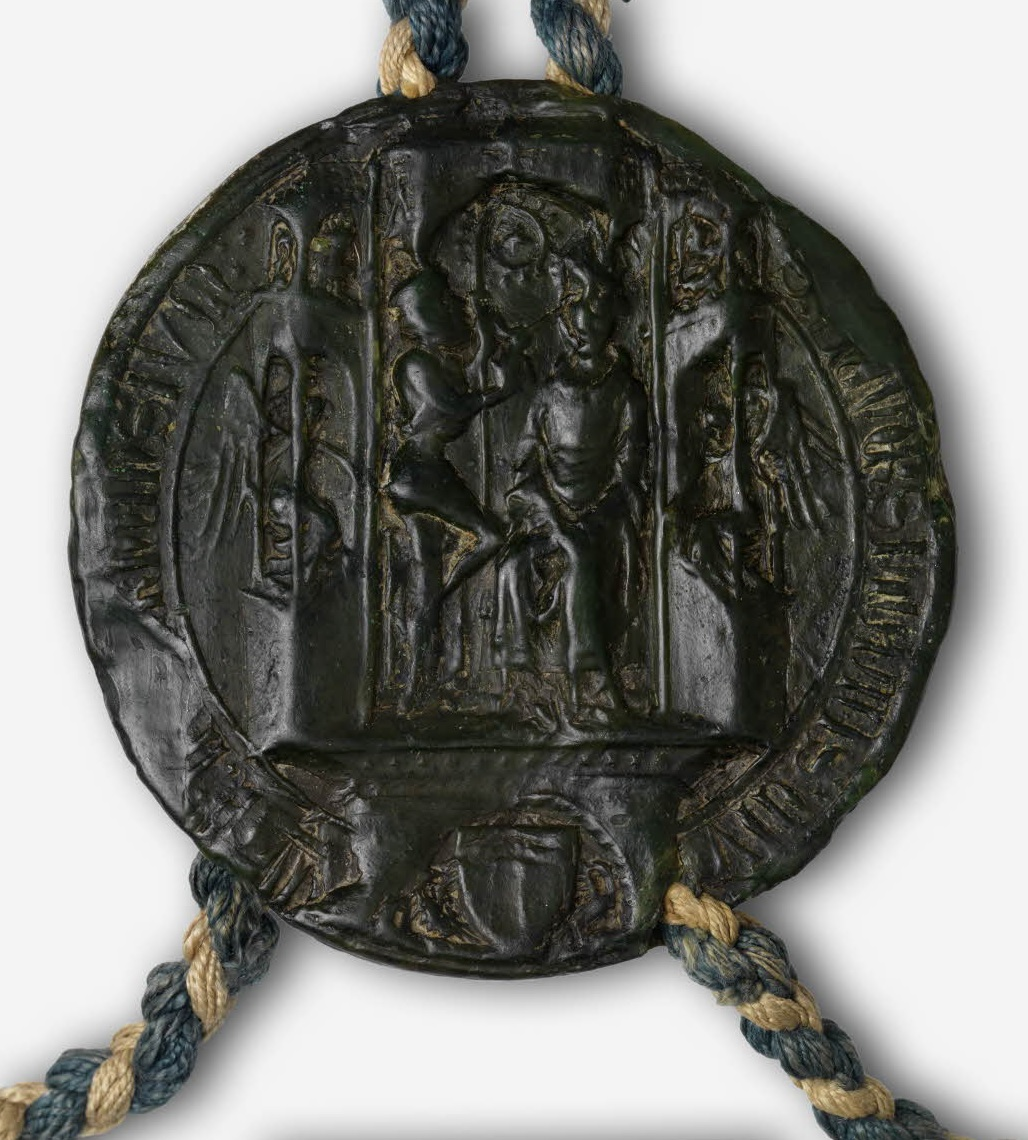
Sceau de Lucerne. Sceau extrait du traité de Fribourg signé en 1516.

La région de Lucerne a été habitée depuis les temps préhistoriques. Après la chute de l'Empire romain, les Alamans s'y installèrent, et quelques monastères apparaissent avant l'an mille, dont le monastère bénédictin de Saint-Léger (aujourd'hui Église Saint-Léger de Lucerne), fondé vers 710 par les Carolingiens et tombé sous domination de l'Abbaye de Murbach en Alsace au milieu du IXe siècle. Au XIIe siècle, ce sont les Habsbourg (alors basés en Alsace) qui acquièrent l'Abbaye de Murbach et donc a fortiori celle de Saint-Léger à Lucerne.
La fondation de la ville de Lucerne se situe entre 1180 et 1200. En 1332, Lucerne est la première ville à rejoindre la Confédération des III cantons, bien qu'elle se soit battue aux côtés des Habsbourg lors de la bataille de Morgarten.
En 1597, le graveur Martin Martini publie un remarquable plan de la ville, en fait une vue à vol d'oiseau, qui constitue un document exceptionnel pour la connaissance du site à cette époque.

### Relations avec l'Alsace et la Lorraine
Outre l'amitié et l'entraide traditionnelles entre l'Alsace et la Suisse, comme l'exemple du Hirsebreifahrt, le canton de Lucerne a été en contact assez étroit avec l'Alsace. Au XVIIe siècle, l'épisode de la guerre des paysans accablés d'impôts qui demandent la liberté du commerce du sel ainsi que de pouvoir payer les intérêts en nature débouche sur leur défaite. Certains sont tués, d'autres bannis par l'empereur Ferdinand III à la diète de Ratisbonne en 1653, et condamnés à 400 florins d'amende en 1661 par le gouvernement de Lucerne. Le lieu d'exil choisi est naturellement l'Alsace, car l'époque veut que Louis XIV cherche à attirer les soldats ou officiers Suisses vers ses régiments étrangers formés en France. Ces engagés font alors venir leurs familles et connaissances. Le même Louis XIV qui avait auparavant autorisé le passage des commerçants alsaciens et lorrains vers la Suisse décida en 1662 d'autoriser les étrangers catholiques de s'installer en Alsace-Lorraine pour rebâtir les maisons ruinées par la Guerre de Trente ans, recultiver les terres abandonnées, et repeupler ces régions dévastées. Les maisons et terres étaient distribuées en fonction du nombre d'enfants des familles. Les attributaires étaient dispensés d'impôt pendant plusieurs années, voire à vie. Dans certains paroisses (Dabo en Lorraine, par exemple), ils étaient aussi autorisés à prendre dans les forêts le bois nécessaire pour construire leurs maisons et les chauffer. L'immigration suisse en Haute-Alsace était donc de ce fait favorisée au XVIIe siècle. Ces privilèges réservés aux émigrants catholiques firent l'effet désiré et plusieurs habitants du canton de Lucerne sans avenir économique émigrèrent. Le voyage de Lucerne en Alsace puis en Lorraine fut en outre certainement facilité par les capucins établis aux couvents de Schupfheim.

### Vente de Lucerne
Le 29 juin 1939, se déroule à Lucerne une vente aux enchères internationale d’œuvres d’art jugées « dégénérées » qui ont été confisquées dans une quarantaine de musées allemands. Elle rapporte 518 327 CHF au IIIe Reich, somme inférieure aux estimations, les acheteurs s’étant mis d’accord pour ne pas surenchérir afin de ne pas trop enrichir les caisses de l’État allemand.

## Démographie
Le canton possède une double enclave territoriale outre-lac : l'une constituée des trois communes de Greppen, Weggis et Vitznau (canton de Schwytz), et l'autre au pied du Bürgenstock (canton de Nidwald). Lucerne compte 85 534 habitants en 2021 . L'agglomération en comptait 205 424 en 2011. Sa densité de population atteint 2 943 hab/km2.
En 2023, le taux de personnes de moins de 30 ans s'élève à 30,7 %, au-dessous de la valeur cantonale (32,3 %). Le taux de personnes de plus de 60 ans est quant à lui de 25 %, alors qu'il est de 25,3 % au niveau cantonal.
La même année, la commune compte 41 429 hommes pour 44 105 femmes, soit un taux de 48,4 % d'hommes, inférieur à celui du canton (49,9 %).
| Hommes | Classe d’âge | Femmes |
| ------ | ------------ | ------ |
| 0,7    | 90 ans ou +  | 1,8    |
| 7,4    | 75 à 89 ans  | 10,4   |
| 14,3   | 60 à 74 ans  | 15,3   |
| 19,4   | 45 à 59 ans  | 18,3   |
| 26,7   | 30 à 44 ans  | 24,3   |
| 18,3   | 15 à 29 ans  | 18,0   |
| 13,2   | - de 14 ans  | 11,9   |

| Hommes | Classe d’âge | Femmes |
| ------ | ------------ | ------ |
| 0,6    | 90 ans ou +  | 1,3    |
| 7,1    | 75 à 89 ans  | 9,1    |
| 16,0   | 60 à 74 ans  | 16,5   |
| 20,9   | 45 à 59 ans  | 20,5   |
| 22,0   | 30 à 44 ans  | 21,3   |
| 17,5   | 15 à 29 ans  | 16,5   |
| 15,8   | - de 14 ans  | 14,8   |

## Économie
L'économie lucernoise a une croissance qui s'internationalise de plus en plus. La connexion autoroutière menant vers Zurich est directe grâce aux nouvelles bretelles de Buchrain et Rothenburg. De nouvelles écoles se sont établies à Lucerne et l’impôt sur les sociétés sera le plus faible de Suisse à partir de 2012 : tout cela contribue à faire de Lucerne un site de plus en plus prisé pour les petites et les grandes entreprises. En 2010, plus de 1 200 entreprises se sont établies à Lucerne. Les secteurs des soins de la santé, de la production de machines et l’industrie des bâtiments y sont particulièrement représentés.

### Entreprises basées à Lucerne
- Trafigura (courtage et commerce en matières premières)

## Jumelages
La ville de Lucerne est jumelée avec :
- Bournemouth (Royaume-Uni) ;
- Chicago (États-Unis) ;
- Guebwiller (France) ;
- Olomouc (Tchéquie) ;
- Potsdam (Allemagne).

### Lucerne dans le monde
Il existe plusieurs localités appelées Lucerne aux États-Unis.

## Culture et patrimoine

### Héraldique
| Blason | Blasonnement : Parti d'azur et d'argent Commentaires : Les armoiries communales de la ville de Lucerne, à la différence des armoiries cantonales, sont timbrées d'une couronne murale d'or. On la mentionne explicitement dans l'ordonnance communale du 7 février 1971, art. 2, ensemble avec les deux lions d'or qui, dans une représentation complète, supportent l'écu. |

### Monuments

#### Les ponts de bois couverts
- Le pont de la Chapelle et sa tour, appelé aussi « Kapellbrücke » est un pont fortifié de bois à toit de tuiles de 204 m construit en 1333, ce qui en fait le plus vieux pont en bois d'Europe. Sous son toit, on peut voir de nombreuses peintures de forme triangulaire reconstituant les hauts faits de la cité depuis le Moyen Âge. En 1993, le pont a été en grande partie détruit par le feu. Il a été reconstruit depuis.
- Le Spreuerbrücke, pont en bois de la ville de Lucerne nommé aussi « pont de la Danse des Morts » par la nature des 67 panneaux de Kaspar Meglinger (1626-1635).

#### Vieille ville
- Au nord, les fortifications (mur et tours du Müsegg) ont été construites entre 1350 et 1403.
- Le Lion de Lucerne a été sculpté en souvenir des gardes suisses morts au service du roi de France Louis XVI, lors de la journée du 10 août 1792.

Les Ponts de bois couverts
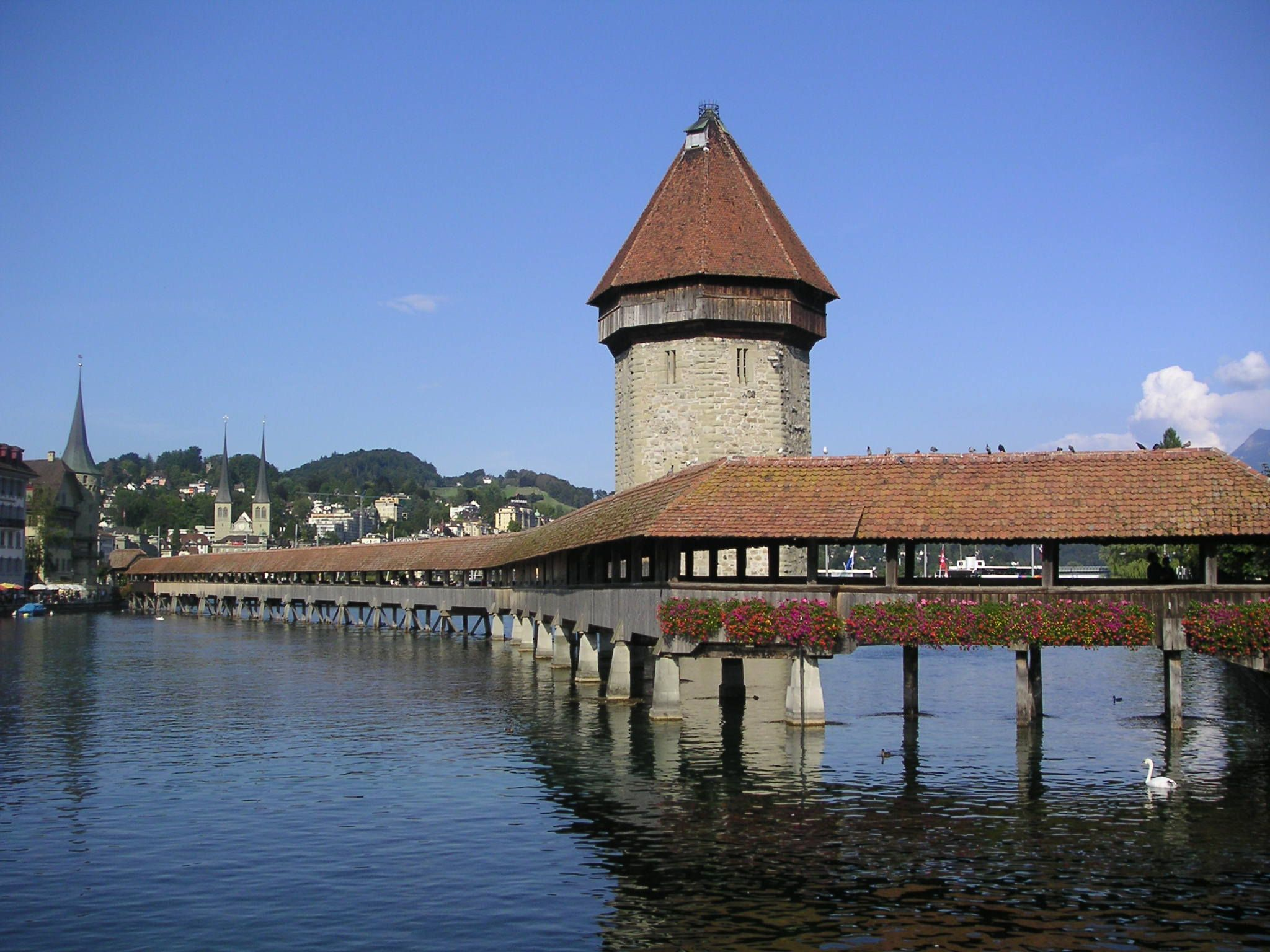
Le Pont de la Chapelle
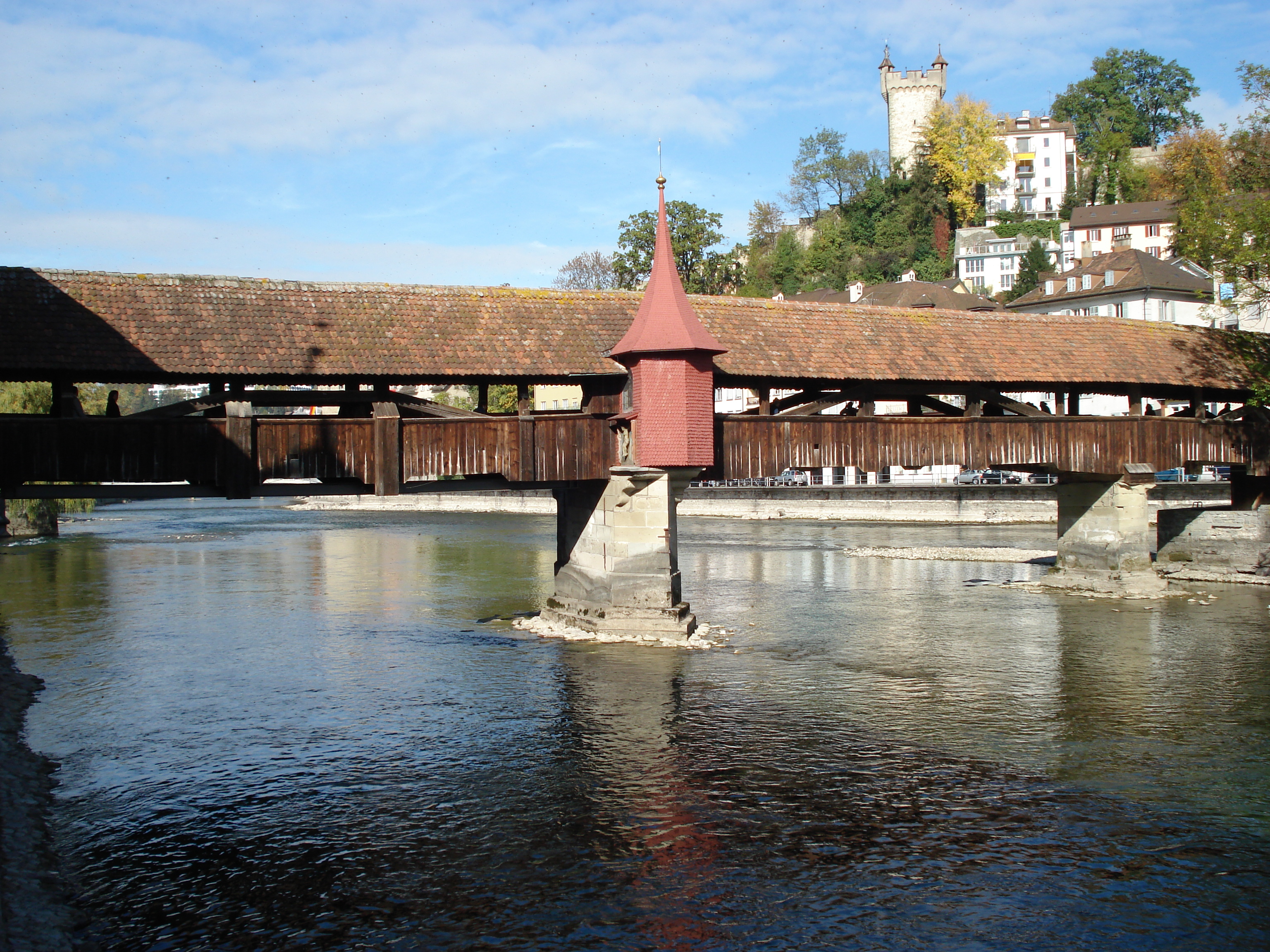
Spreuerbrücke
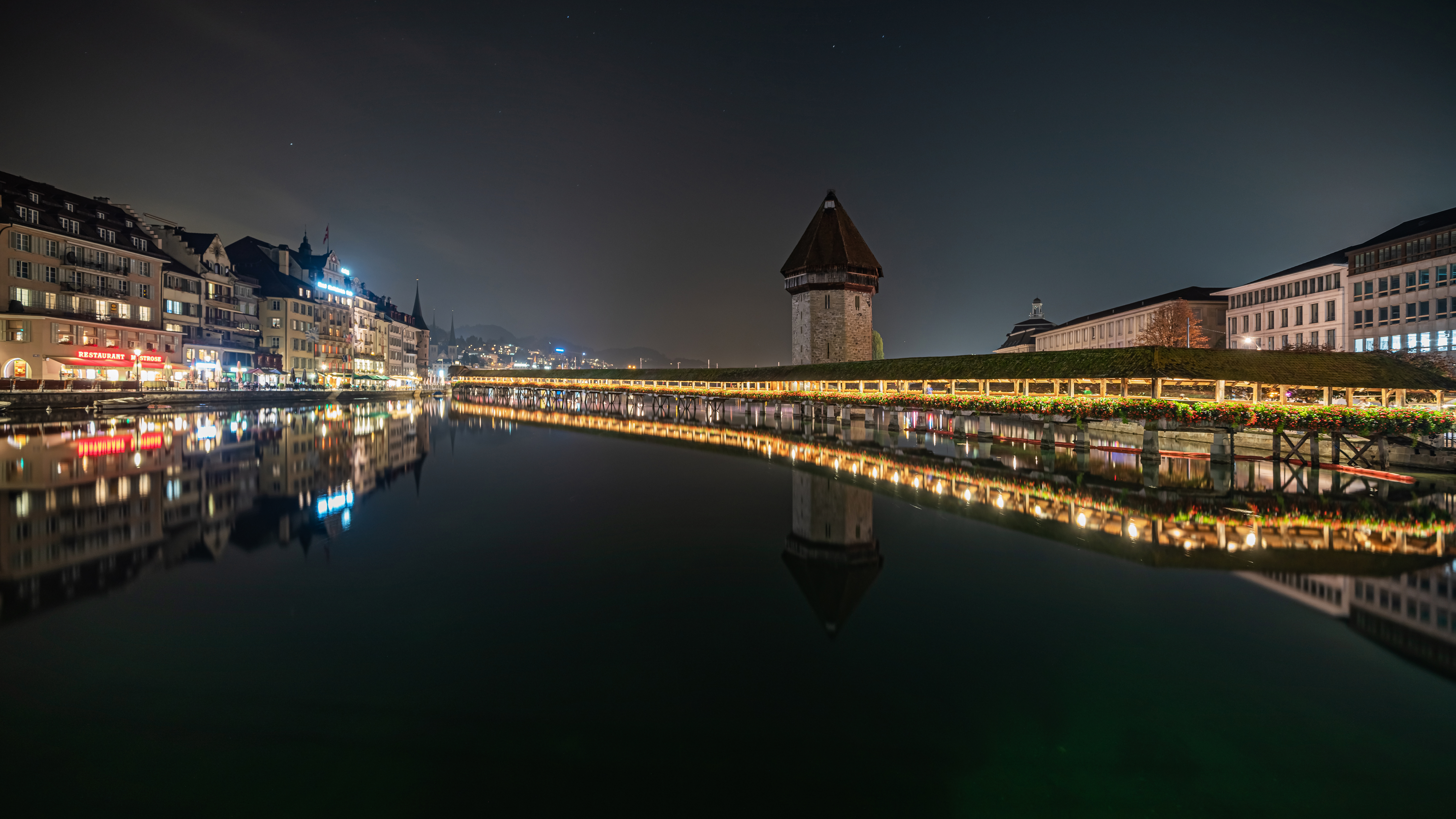
Le Pont de la Chapelle, ou Kapellbrücke la nuit à Lucerne. Octobre 2022.

#### Églises

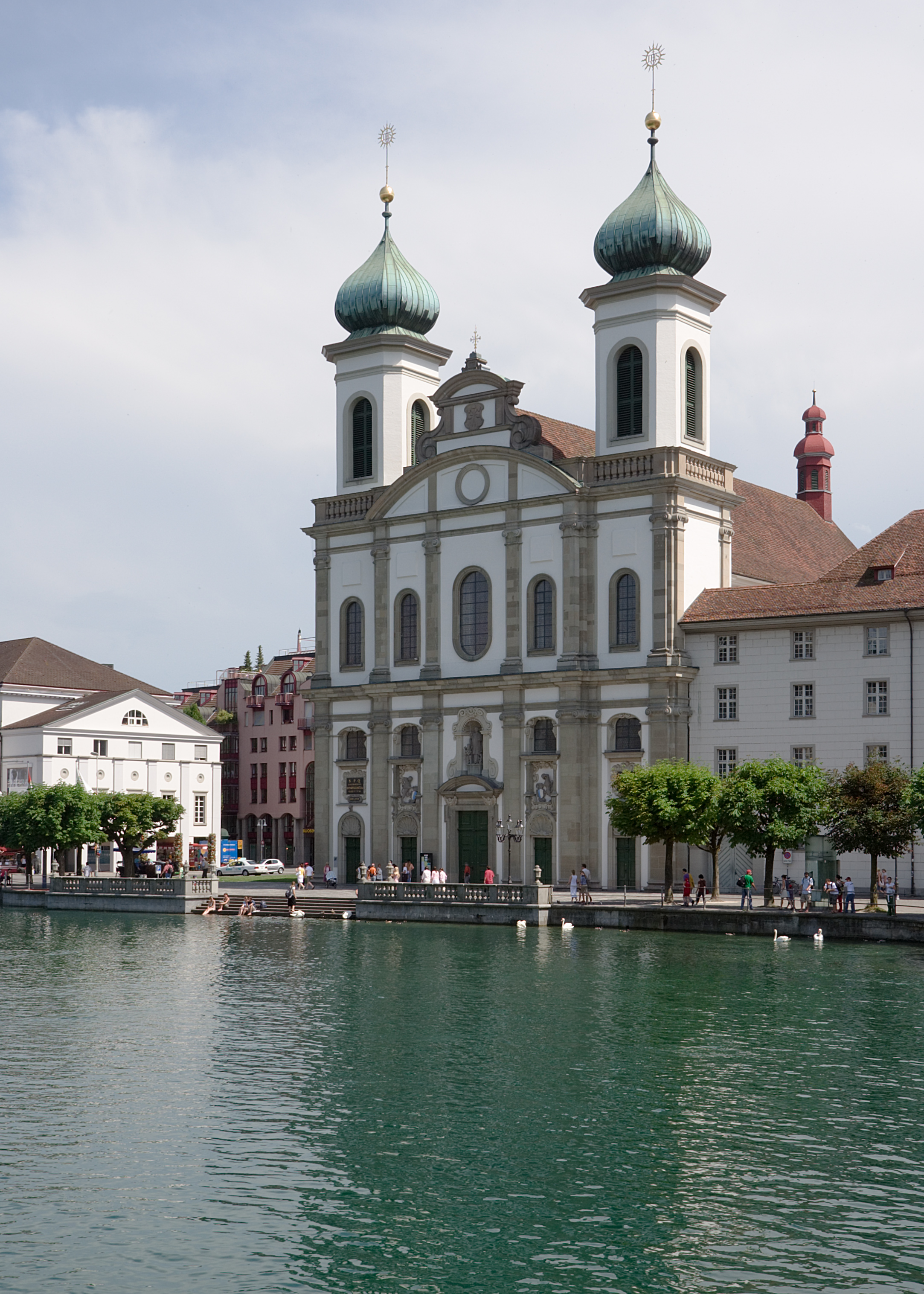
La façade de l'église des Jésuites de Lucerne.

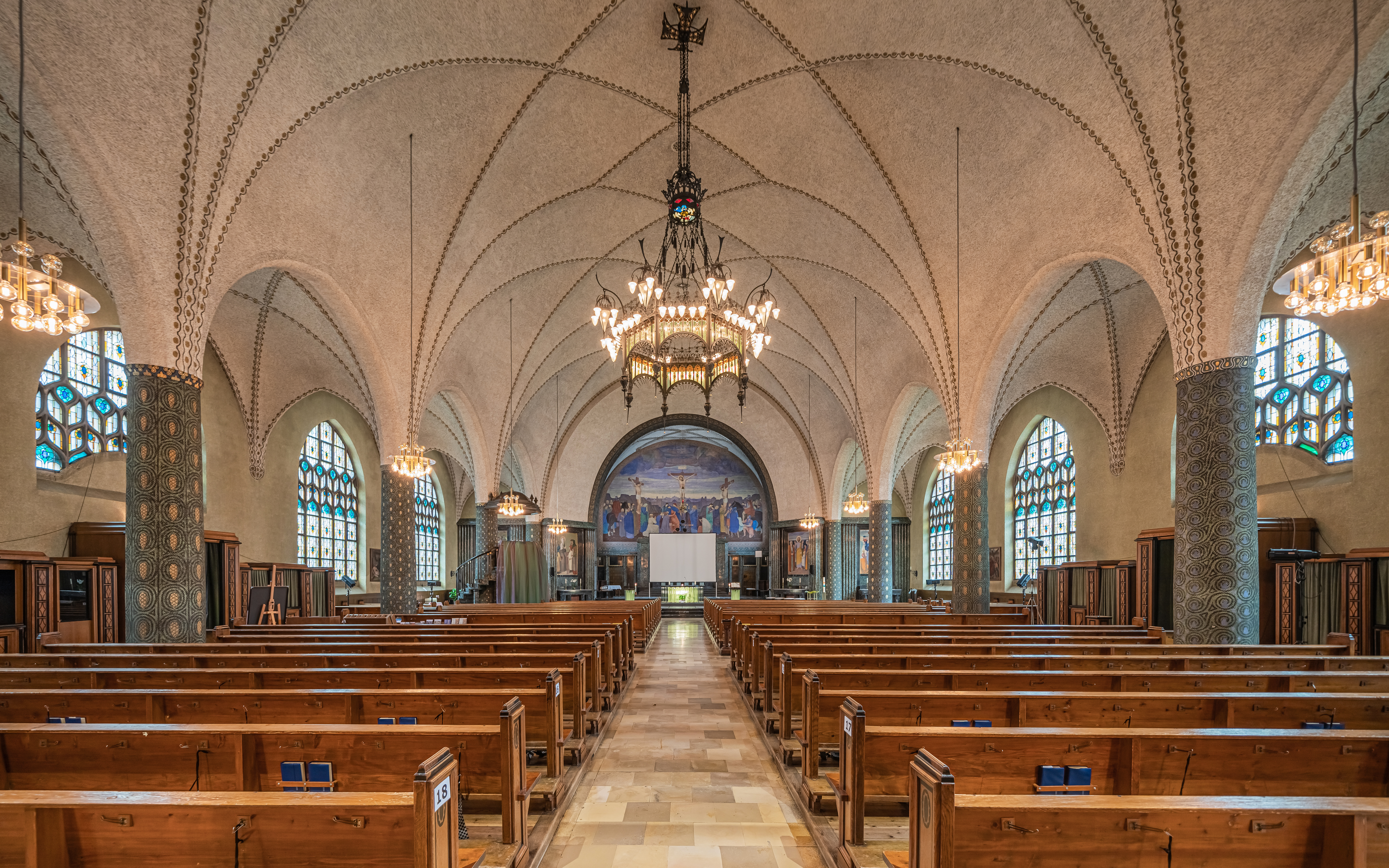
À l'intérieur de la Pauluskirche (Luzern). Octobre 2022.

- L'église des Jésuites de Lucerne, chef-d'œuvre du baroque
- L'église des Franciscains a été construite entre 1270 et 1280
- L'église Saint-Léger de Lucerne est construite en 1874

#### Architecture moderne

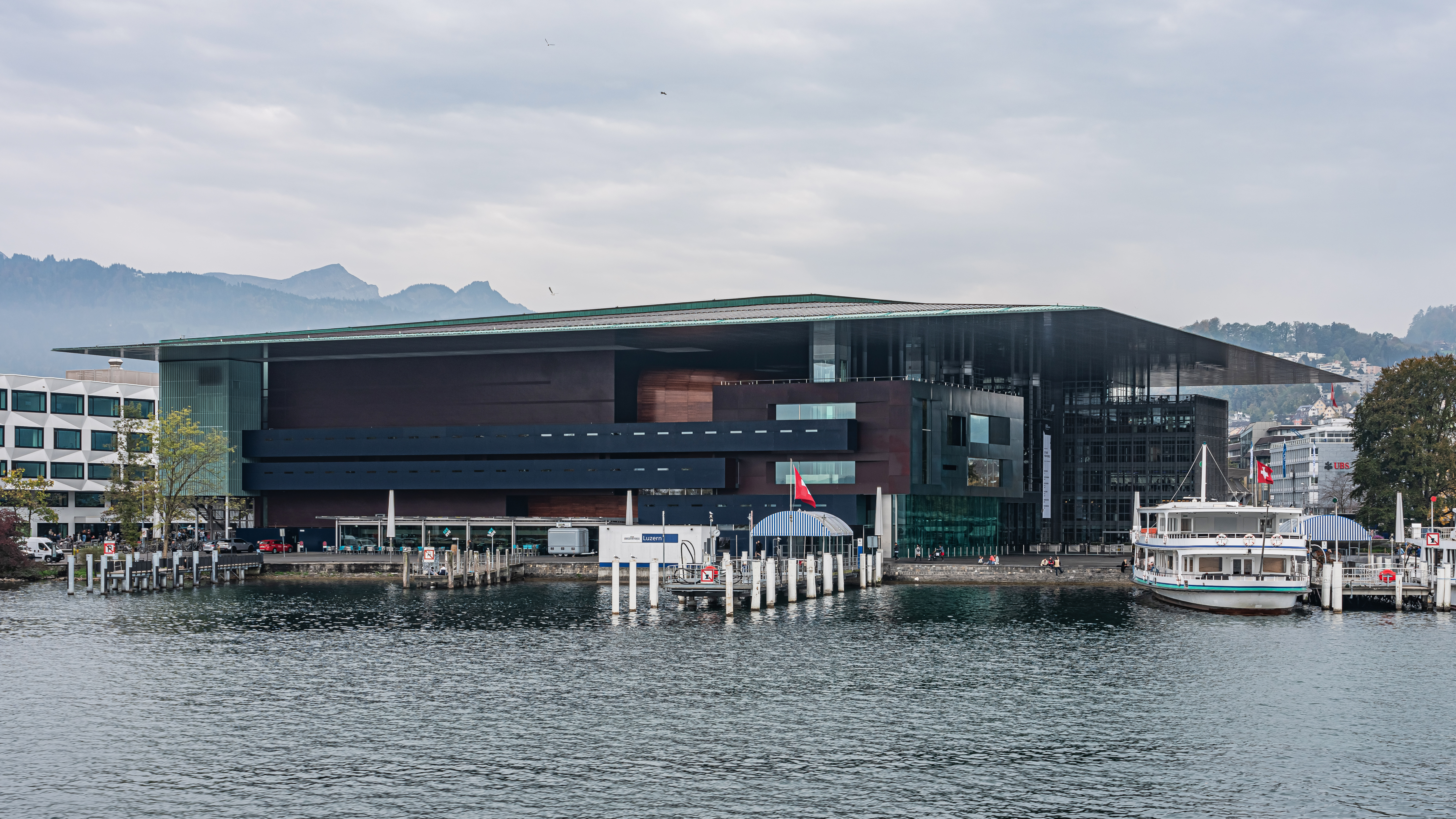
Le palais des congrès de Lucerne.

- Le Kultur und Kongresszentrum Luzern, ou en français Palais de la culture et des congrès de Lucerne (architecture par Jean Nouvel (1999)), au bord du lac.
- Le musée des beaux-arts.
- La salle de concert du Festival de Lucerne (Lucerne Festival) avec l'Orchestre du Festival de Lucerne.
- La gare, qui a brûlé le 5 février 1971[12] et a été reconstruite en 1991. L'ancienne façade, à l'avant de la gare, a été conservée.

#### Musées
- Le musée suisse des Transports :
  - collection de locomotives, wagons, autos, bateaux, avions et capsules spatiales ;
  - cinéma circulaire IMAX ;
  - planétarium.
- Le Musée Hans Erni, dédié au peintre lucernois Hans Erni.
- Le Panorama Bourbaki : long d'une centaine de mètres sur 360°, il montre l'armée du général français Charles Denis Bourbaki lors de son entrée en Suisse en 1870.
- Le musée Richard Wagner, au bord du lac, est installé dans la maison où le compositeur a vécu entre 1866 et 1872. Il présente de nombreux documents le concernant, du mobilier, des objets personnels, ainsi qu'une collection d'instruments de musique anciens.
- Le musée Collection Rosengart, présentant entre autres des œuvres de Pablo Picasso et Paul Klee.
- Le musée des Alpes : panorama des Alpes en trois dimensions.
- Le Jardin des Glaciers[13] :
  - marmites du diable provenant de la dernière glaciation ;
  - fossiles locaux de coquillages et de feuilles de palmier datant d'il y a 20 millions d'années ;
  - musée des Glaciers ;
  - labyrinthe de miroirs.
- Musée historique.
- Musée d'histoire naturelle.

### Lucerne dans l'art

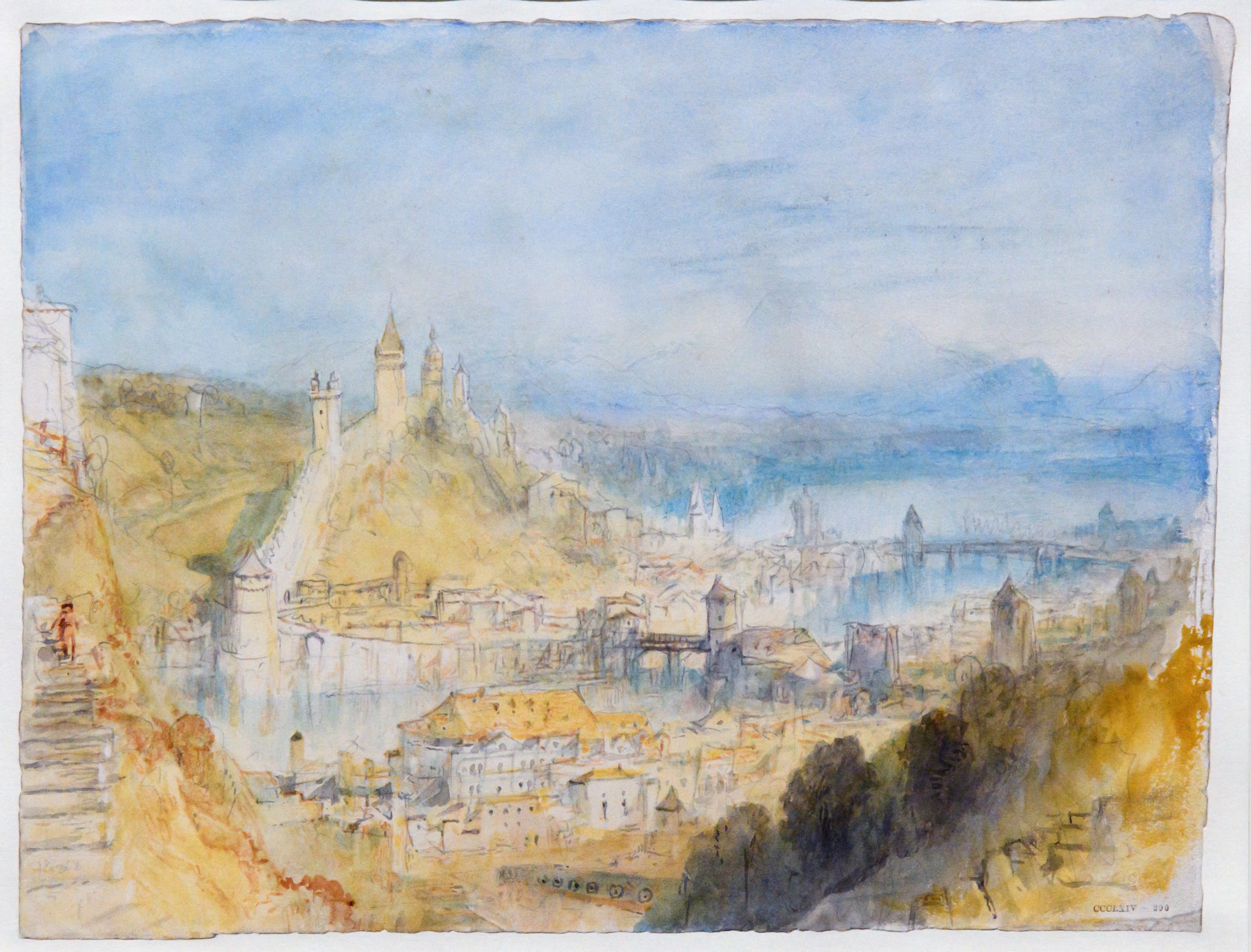
Lucerne from the Walls William Turner, 1841 Tate Britain
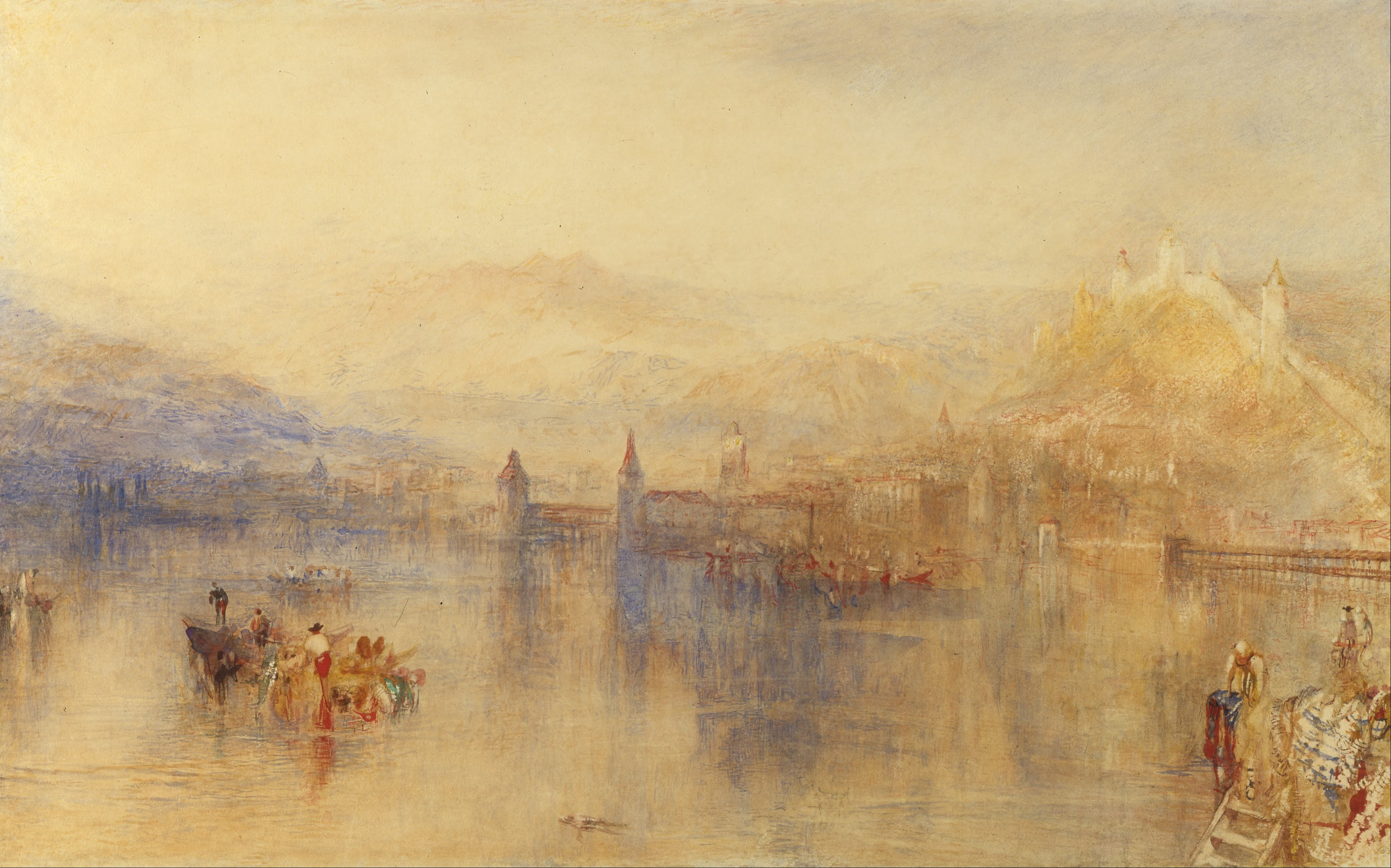
Lucerne vue du lac William Turner, 1845 Morgan Library, New York City

### Manifestations
- Le carnaval de Lucerne
- Fumetto, festival international de bande dessinée
- Le Festival de Lucerne (Lucerne Festival), festival de musique classique
- Le Blue Balls Festival, festival de jazz
- « Seenachtsfest », grands feux d'artifice sur le lac
- Le Festival de la Rose d'or, festival d'émissions de variété télévisée (précédemment à Montreux), dont le prix décerné s'appelle la « Rose d'or » jusqu'en 2012.
- Le Swiss City Marathon

En 1979, Lucerne a aussi accueilli la septième édition du festival Europa Cantat.

### Personnalités
- Franz Ludwig Pfyffer (1716-1802), seigneur de Wyher, homme d'État, militaire, alpiniste et topographe, auteur d'un plan-relief de la Suisse ; né et mort à Lucerne.
- Josef Reinhard (1749-1824), peintre né et mort à Lucerne.
- Niklaus Wolf von Rippertschwand (1756-1831), homme politique et guérisseur charismatique[réf. nécessaire].
- Jean-Baptiste Maur Meyer (1768-1802), général des armées de la République française, né à Lucerne et décédé lors de l'Expédition de Saint-Domingue.
- Bernard Meinrad Meyer de Schauensée (1777-1860), général des armées de la République française et de l'Empire, né à Lucerne.
- Alphonse Mayr de Baldegg (1789-1875), général des armées de la République française, né à Lucerne.
- Le compositeur allemand Richard Wagner (1813-1883) habita une maison située au bord du lac (à Tribschen) entre 1866 et 1872 où il composa sa Siegfried Idyll, maison qui abrite aujourd'hui un musée qui lui est dédié.
- Robert Zünd (1827-1909), peintre de paysage né et mort à Lucerne, ami du peintre Rudolf Koller[14].
- Marie-Isabelle de Habsbourg-Toscane, comtesse de Trapani (1834-1901), fille du grand-duc Léopold II de Toscane, morte à Lucerne.
- Le prince Gaétan de Bourbon-Siciles (1846-1871), infant d'Espagne, qui s'est donné la mort à Lucerne le 26 novembre 1871.
- Hans Emmenegger (1866-1940), peintre mort à Lucerne.
- Le théologien Hans Urs von Balthasar (1905-1988), né et enterré à Lucerne.
- Le peintre Hans Erni (1909-2015).
- Albert Ferber (1911-1987), pianiste né à Lucerne.
- Hans W. Kopp (1931-2009), avocat et époux d'Elisabeth Kopp, né à Lucerne.
- L'humoriste suisse Emil Steinberger (1933-), dit Emil, né à Lucerne, où il a commencé sa carrière.
- La soprano Edith Mathis (1938-2025)
- Le ténor Urs Bühler (1971-), membre du quatuor international Il Divo.
- Claudio Castagnoli (1980-), catcheur à la World Wrestling Entertainment, Inc. (WWE), est né à Lucerne.
- Michael Koch (en) (1982-), réalisateur et scénariste, né à Lucerne.
- Dominique Devenport (1996-), actrice suisso-américaine née à Lucerne[15],[16].